# Херсонська обласна державна адміністрація

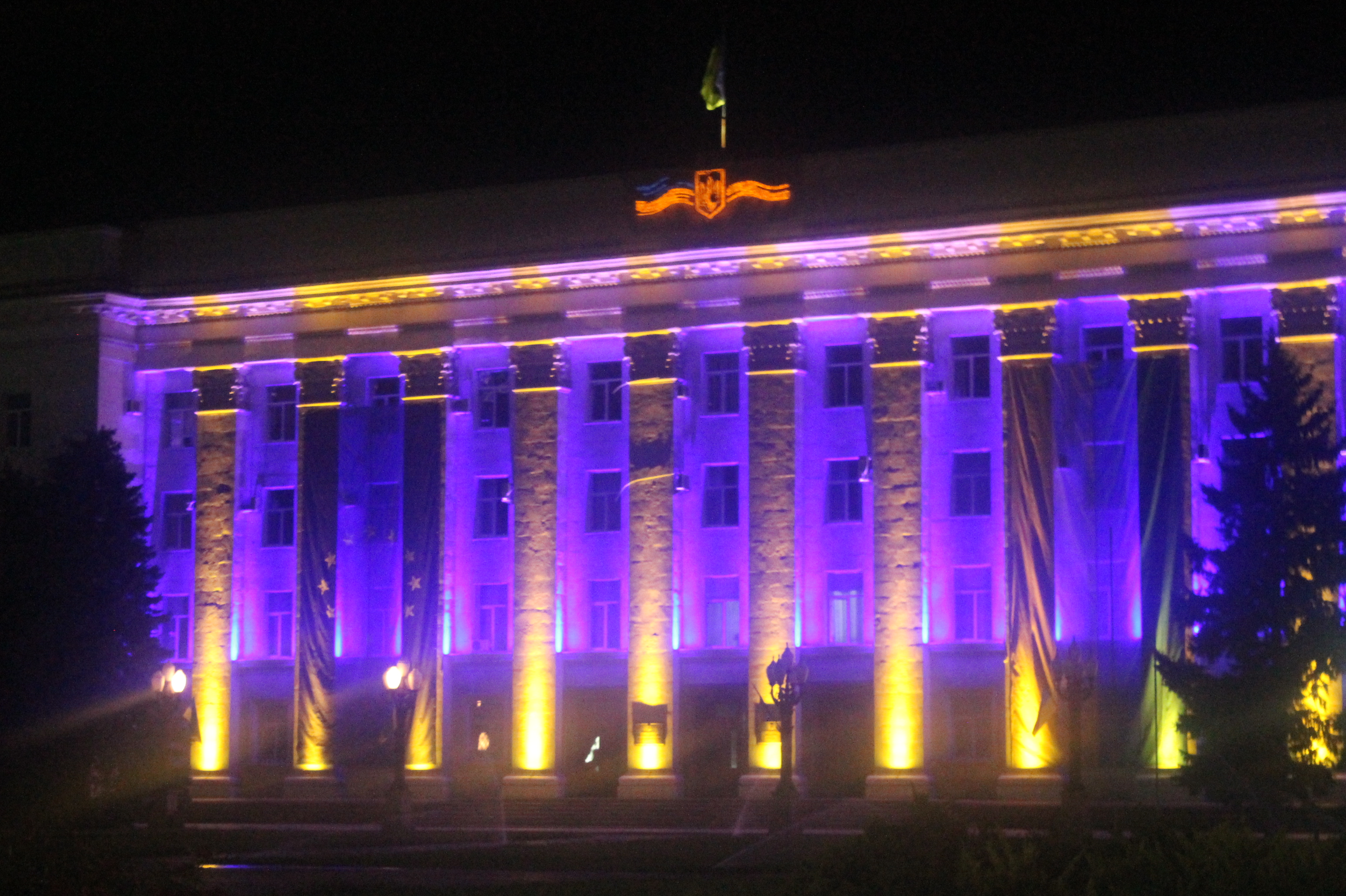
Херсонська обласна державна адміністрація вночі

Херсонська обласна державна адміністрація — місцева державна адміністрація Херсонської області.
У зв'язку з широкомасштабним вторгненням Росії 24 лютого 2022 року набула статусу військової адміністрації.

## Історія

### Голови
1. Мельников Олександр Тихонович — представник президента у Херсонській області — 23 березня 1992 — липень 1994 року
2. Жолобов Віталій Михайлович — 11 липня 1995 — 7 червня 1996 року
3. Карасик Юрій Михайлович — 7 червня — 8 серпня 1996 в.о., 8 серпня 1996 — 25 липня 1997 року
4. Кушнеренко Михайло Михайлович — 28 липня 1997 — 7 квітня 1998 року
5. Касьяненко Анатолій Іванович — 7 квітня 1998 — 15 липня 1999 року
6. Вербицький Олександр Євгенович — 17 липня 1999 — 1 грудня 2001 року
7. Кравченко Юрій Федорович — 1 грудня 2001 — 21 травня 2002 року
8. Юрченко Анатолій Петрович — 21 травня 2002 — 5 липня 2004 року
9. Довгань Сергій Васильович — 5 липня — 11 жовтня 2004 року
10. Ходаковський Володимир Федорович — 11 жовтня 2004 — 17 січня 2005 року
11. Сіленков Борис Віталійович — 4 лютого 2005 — 18 березня 2010 року
12. Гриценко Анатолій Павлович — 18 березня — 18 червня 2010 року
13. Костяк Микола Михайлович — 18 червня 2010 — 2 березня 2014 року
14. Одарченко Юрій Віталійович — 3 березня 2014 року — 18 серпня 2014 року
15. Путілов Андрій Станіславович — 9 вересня 2014 року — 18 грудня 2015 року
16. Січова Валентина Іванівна — 18 грудня 2015 року — 28 квітня 2016 року в.о.
17. Гордєєв Андрій Анатолійович — 28 квітня 2016 року — 12 квітня 2019 року
18. Бутрій Дмитро Стефанович — 12 квітня — 11 липня 2019 року в.о.
19. Гусєв Юрій Веніамінович — 11 липня 2019 року — 3 грудня 2020 року
20. Козир Сергій В'ячеславович — з 3 грудня 2020 року (т.в.о.), 1 березня — 26 жовтня 2021 року[2][3].
21. Лагута Геннадій Миколайович — 26 жовтня 2021 року — 9 липня 2022 року[4][5][6].
22. Бутрій Дмитро Стефанович — з 9 липня 2022 (т.в.о)[7] — 3 серпня 2022
23. Янушевич Ярослав Володимирович – 3 серпня 2022 — 24 січня 2023[8].
24. Прокудін Олександр Сергійович 7 лютого 2023 —

### Обстріли будівлі

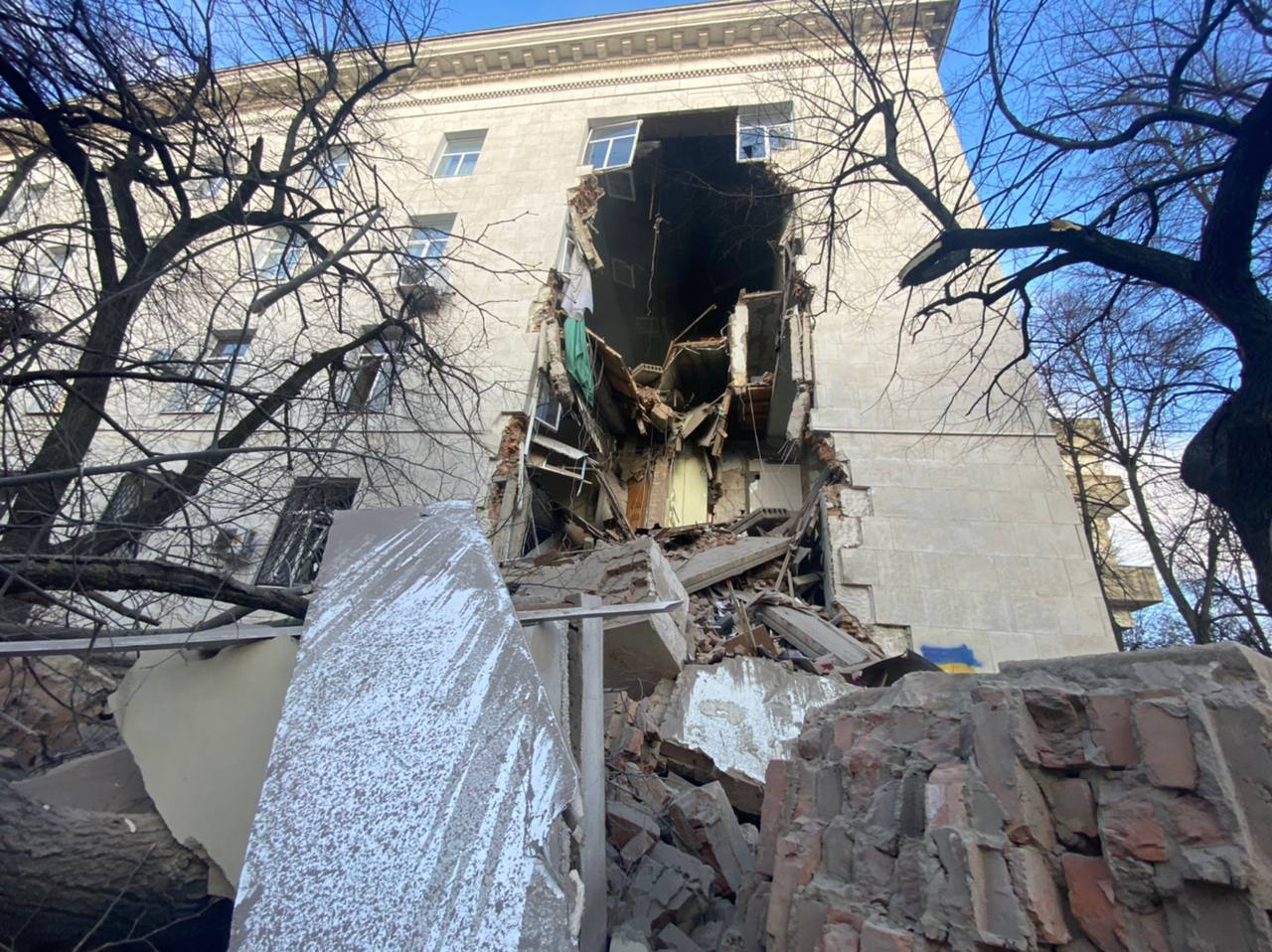
Після обстрілу 19 грудня 2022 року

14 грудня 2022 року будівля адміністрації була обстріляна російською армією з реактивних систем залпового вогню. Пошкоджені два поверхи. 19 грудня адміністрацію обстріляли знов (ймовірно, з «Граду»). Частину будівлі зруйновано.
5 червня 2025 року російська авіація двічі завдала ударів КАБами по будівлі адміністрації, вранці пошкодивши дах та верхні поверхи і фактично зруйнувавши будівлю повторним ударом вдень.

## Структурні підрозділи ОДА
Структурні підрозділи Херсонської ОДА:
1. Департамент соціального розвитку
2. Департамент здоров'я
3. Департамент розвитку економіки
4. Департамент фінансів
5. Департамент розвитку сільського господарства та зрошення
6. Департамент захисту довкілля та природних ресурсів
7. Департамент розвитку територій
8. Департамент реалізації гуманітарної політики
9. Департамент з питань цивільного захисту та оборонної роботи
10. Департамент інфраструктури
11. Управління фізичної культури, молоді та спорту
12. Управління внутрішньої та інформаційної політики
13. Управління інформаційних технологій
14. Управління з питань децентралізації та розвитку громад
15. Управління туризму та курортів
16. Управління освіти і науки Управління містобудування та архітектури
17. Юридичне управління
18. Сектор з питань мобілізаційної роботи
19. Сектор взаємодії з правоохоронними органами
20. Сектор з питань запобігання та виявлення корупції
21. Служба у справах дітей
22. Відділ з питань внутрішнього аудиту
23. Державний архів Херсонської області
24. Херсонський регіональний центр підвищення кваліфікації

## Керівництво
- Голова — Прокудін Олександр Сергійович
- Перший заступник голови - Бутрій Дмитро Стефанович
- Заступник голови - Шанько Ярослав Вікторович
- Заступник голови - Малярчук Ольга Іллівна
- Заступник голови - Самойленко Антон Ігоревич [16]
- Заступник голови - Клюцевський Володимир Іванович
- Заступник голови з питань цифрового розвитку, цифрових трансформацій і цифровізації (СDТО) - Лемак Михайло Михайлович

## Прийом громадян
Прийом громадян проводиться за адресою: м. Херсон, Площа Свободи, 1, облдержадміністрація.

## Графік прийому громадян
| Посада | Час прийому                        |
| --- | ---------------------------------- |
| Голова обласної державної адміністрації                                                                                       | другий і четвертий четвер місяця   |
| Перший заступник голови обласної державної адміністрації                                                                      | перший і третій четвер місяця      |
| Заступник голови обласної державної адміністрації                                                                             | другий і четвертий вівторок місяця |
| Заступник голови обласної державної адміністрації                                                                             | друга і четверта середа місяця     |
| Заступник голови обласної державної адміністрації (з питань цифрового розвитку, цифрових трансформацій і цифровізації (CDTO)) | перша і третя п'ятниця місяця      |

## Основні завдання
- Основні завдання та нормативно-правові засади діяльності Херсонської обласної державної адміністрації